# Diphylax
Diphylax é um género botânico pertencente à família das orquídeas (Orchidaceae).

## Espécies
1. Diphylax contigua (Tang & F.T.Wang) Tang, F.T.Wang & K.Y.Lang, Vasc. Pl. Hengduan Mount. 2: 2526 (1994).
2. Diphylax griffithii (Hook.f.) Kraenzl., Orchid. Gen. Sp. 1: 599 (1899).
3. Diphylax uniformis (Tang & F.T.Wang) Tang, F.T.Wang & K.Y.Lang, Bot. Res. Acad. Sinica 4: 11 (1989).
4. Diphylax urceolata (C.B.Clarke) Hook.f., Hooker's Icon. Pl. 19: t. 1865 (1889).